# خليل بيدس
خليل بيدس كاتب وأديب ومترجم فلسطيني، ويعتبر من رواد الترجمة من الروسية إلى العربية. ترجم أعمال تولستوي وبوشكين إلى اللغة العربية، ولد في الناصرة عام 1874 وتوفي في القدس عام 1949. وصدرت له رواية الوارث وهي أول رواية فلسطينية عام 1920.

## مولده وتعليمه
ولد خليل بيدس في مدينة الناصرة عام 1874 كما هو مدون في سجلات المعمودية في الكنيسة الأرثوذكسية، وينتمي خليل إلى حمولة خليف إحدى أكبر الحمائل في الناصرة، كان والده إبراهيم بيدس تاجرا لبيع الاقمشة لسكان الخيام في غور الأردن، وقد مات شابا وله من العمر ثلاثون سنة ولم يكن عمر خليل انذاك يتجاوز الخامسة عشرة. اما كنية بيدس فتعود إلى اسم فتاة من عائلته اطلقت عليها تلك الكنية.
درس خليل المرحلة الابتدائية في المدرسة الأرثوذكسية في مدينة الناصرة حيث تعلم مبادئ القراءة والكتابة العربية. ثم افتتح الروس مدرسة عالية في مدينة الناصرة، وكان في عداد المنتخبين للتعليم فيها بدعم من عائلته. اقام خليل في تلك المدرسة أو «السيمنار الروسي» من عام 1886 حتى عام 1892 استحق بعدها ان يتولى إدارة المدارس الروسية الابتدائية في أنحاء سوريا وفلسطين.

## مشواره المهني
- تولى إدارة المدارس الروسية الابتدائية في سوريا وفلسطين، حتى نقل من حمص إلى حيفا في سنة 1908.
- قام بتأسيس مجلة النفائس والتي كان لها صيت واسع بين الأوساط الثقافية والعلمية في البلدان العربية.
- تمثيل العرب الأرثوذكس في المجلس المختلط حيث شد الرحال إلى القدس.
- قام بتأسيس مجلة النفائس العصرية بعد رفضه العمل في وزارة المعارف.
- اشتغل بتدريس اللغة العربية في مدرسة المطران بالقدس حتى تقاعد سنة 1945.
- كان له الفضل على الاديب والشاعر اللبناني ميخائيل نعيمة للدراسة في السيمنار الروسي في الناصرة.

## في السياسة
نتيجة لنشاطه في الحركات القومية السياسية ومطالبته لتركيا بإنصاف العرب، حكُم عليه بالإعدام أبان الثورة العربية الكبرى، لولا تدخل البطريرك ذميانوس الأول الذي أنقذ حياته. دعا العرب إلى عدم الانسياق إلى أوامر الحكومة البريطانية المنتدبة خصوصاً بعد دخول الغزاة الإنجليز.
قاد خليل بيدس أول مظاهرة عربية تقوم في القدس عام 1920 وكانت خطبته التي كان هدفها تنبيه الشعب الفلسطيني على الإجهاز على وعد بلفور.
أودع سجن عكا 15 سنة، وذلك بعد تغيير الحكم من الإعدام، ولكن مالبث أن أفرج عنه في عهد هربرت صموئيل.
أنتقل خليل من القدس إلى عمان ثم وافق أبناؤه في بيروت.
توفي عام 1949.

## إنشاء مجلة النفائس
لاشك ان الدستور العثماني عام 1908 شجع خليل بيدس على إصدار مجلة باسم «مجلة النفائس» فذاع صيتها في ألاوساط العلمية والثقافية في البلاد العربية
حيث حرص بيدس على إخراجها بصورة فنية وجعلها مسرحا للاقلام في فلسطين وسورية ولبنان والمهجر. وكان لها صدى بعيد في عالم الآدب العربي قبل الحرب العالمية الأولى وبعدها، حيث نقل خليل مجلتة إلى القدس وفيها اسس مكتبة فريدة من نوعها حوت على مخطوطات قديمة العهد
وكتبا ثمينة، لكنة أرغم على تركها في منزلة في القدس لتأخذها بعد ذلك العصابات الصهيونية عام 1949 أي بعد رحيلة عن هذة الدنيا بسنتين.

## مؤلفات
1. حفلات التتويج:- بيروت 1898
2.الكسور الدارجة:- بيروت 1898
3. الكسور العشرية:- بيروت 1898
4. مرآة المعلمين:- لبنان 1898
5. شقاء الملوك:- القدس 1908
6. أهوال الاستبداد:- حيفا 1909
7. الحسناء المتنكرة:- 1911
8. الدولة الإسلامية:- القدس 1911
9. تاريخ الطيران:- القاهرة 1912
10. العقد الثمين في تربية البنين - طبع في بعبدا سنة 1898.
11. تاريخ روسيا القديم - بيروت 1898.
12. رحلة إلى سيناء - بيروت 1912.
13. أمم البلقان - القدس 1914.
14. العرش والحب - رواية تاريخية - القدس 1921.
15. ديوان الفكاهة (قصص قصيرة) القاهرة 1924.
16. الشاب المنتصر - القدس 1945.
17. نحن واللغة - أحاديث لغوية - اذاعها من الإذاعة الفلسطينية 1946.
وغيرها من المؤلفات المطبوعة والمخطوطة التي نهبت من مكتبته في القدس أثناء الاحتلال 1948.

## انظر ايضاً
- يوسف بيدس